# Dragoș
Dragoș (Drágfi de Béltek) fue un voivoda de Maramureș quien gobernó en tierras de la Moldavia medieval entre 1351 y 1353. Dejó la provincia de Maramureș a los órdenes del rey de Hungría Luis I, para establecer una línea de defensa en contra de la Horda de Oro. La campaña obligó a los mongoles a retirarse hacia el este del Nistru. Dragoș fue sucedido por su hijo Sas (1354-1358). Sas fue sucedido por su hijo Bâlc en 1359, quien solo consiguió gobernar durante un año, al ser destronado por otro voivoda de Maramureș, Bogdan. El linaje de Dragoș terminó ahí.

## Leyendas
Una leyenda rumana cuenta la fundación de Moldavia como resultado de una caza de uros, en la cual Molda, una perra de caza de Dragoș, fue herida mortalmente. En memoria de su animal, Dragoș llamó al río Moldova —el nombre pasó a ser más adelante el nombre del país entero—. Esta versión está presente en las obras del cronista valaco Radu Popescu y del príncipe moldavo Dimitrie Cantemir (en su "Descriptio Moldaviae"). El escudo de Moldavia, donde está representado un uro, está relacionado con esta leyenda. 
Otras variantes de la leyenda presentan algunas diferencias : mientras algunas indican que Dragoș cazaba solo, el cuento del cronista Grigore Ureche (el más detallado) indica que "Dragoș de Cuhea" (en Maramureș), un hombre "de origen real" estaba acompañado por 300 hombres, quienes serían los fundadores del pueblo Boureni (de "bour", uro), el primer pueblo del Principado.
La exactitud del relato de la fundación ("descălecat" - viene de "descabalgar"; "cal" en rumano significa "caballo") fue disputada empezando con la década de 1700 (Dimitrie Cantemir). Hacia el fin de la década de 1800, Dimitrie Onciul argumentó que "descălecat" era un mito que intentaba explicar el origen de los uros presentes en el escudo de Moldavia (que están presentes todavía hoy en el escudo de Rumania y de la República de Moldavia).

## Legado
- La leyenda considera a Dragoș el fundador de la ciudad Vatra Dornei, en memoria de una hermosa pastora (Dorna) que él supuestamente había encontrado ahí.
- Una iglesia de madera de Volovăţ (a 5 km de Rădăuţi) fue construida por Dragoș en 1346; fue restaurada y trasladada a Putna en 1468, por Esteban III de Moldavia.